# Euskirchen (stad)
Euskirchen is een stad en gemeente in de Duitse deelstaat Noordrijn-Westfalen, gelegen in de Kreis Euskirchen. De stad telt 58.466 inwoners (31 december 2020) op een oppervlakte van 139,49 km². Naburige steden zijn onder andere Bad Münstereifel, Mechernich en Schleiden.

## Indeling
De stad Euskirchen omvat in het centrum met de Altstadt, Europadorf, West-, Nord- en Südstadt. Disternich en Rüdesheim waren bij de vorming van Euskirchen bestaande dorpen maar raakten later in verval. De huidige wijken op de plek van de voormalige dorpen hebben daardoor niet de status van stadsdeel.
Stadsdelen zijn: Billig, Dom-Esch, Elsig, Euenheim, Flamersheim, Frauenberg, Großbüllesheim, Kessenich, Kirchheim, Kleinbüllesheim, Kreuzweingarten, Kuchenheim, Niederkastenholz, Oberwichterich, Palmersheim, Rheder, Roitzheim, Schweinheim, Stotzheim, Weidesheim, Wißkirchen en Wüschheim.

## Monumenten
- Sint-Martinuskerk

## Geboren
- Karl Eschweiler (1886-1936), rooms-katholiek geestelijke, theoloog en filosoof
- Hermann Emil Fischer (1852-1919), scheikundige en Nobelprijswinnaar (1902)
- Heinz Flohe (1948-2013), voetballer (ook daar overleden)
- Ernst A. Loeb (1878-1957), fotograaf
- Pieter Jan Verstraete (1956), Vlaams geschiedkundige en biograaf

## Afbeeldingen

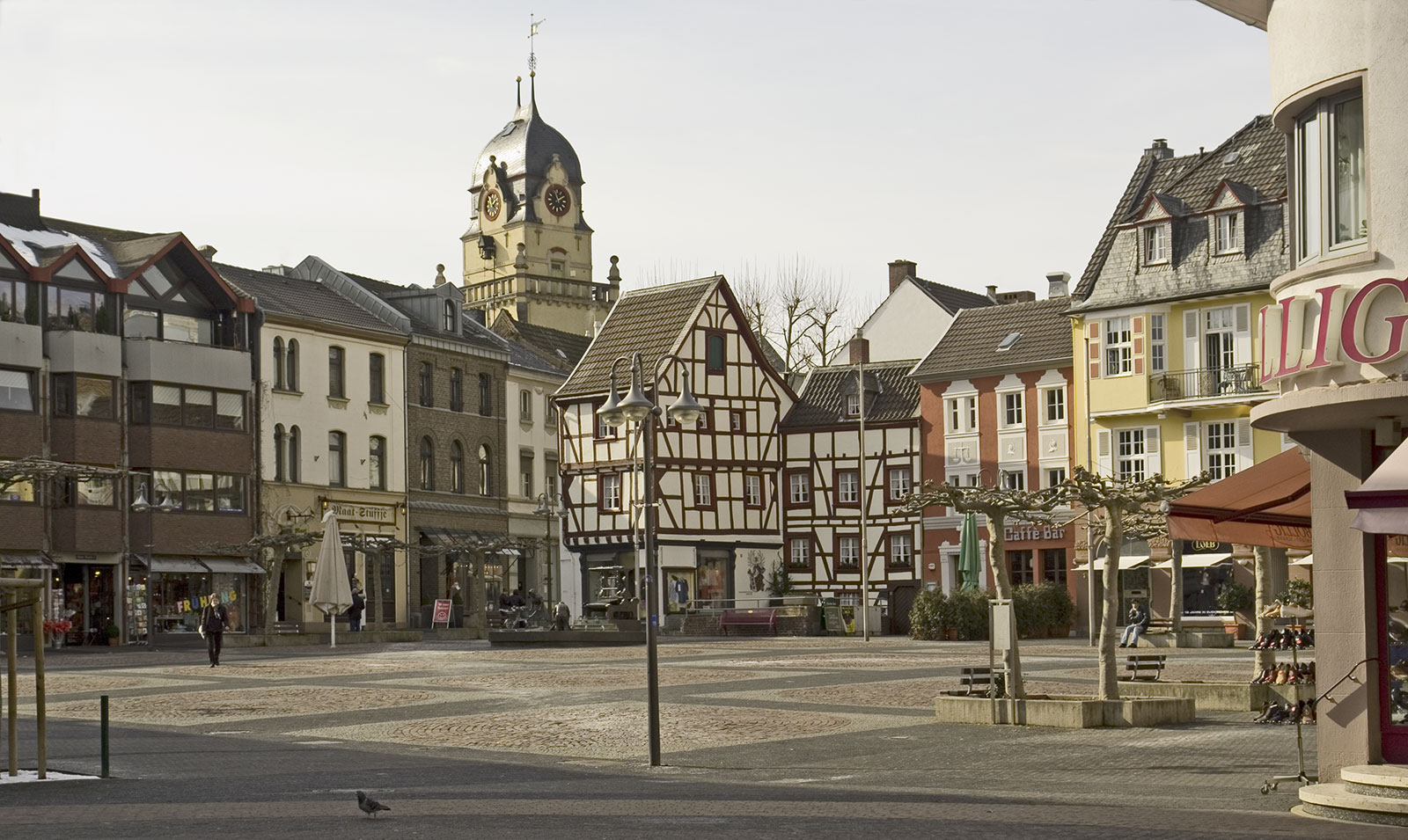
Alter Markt
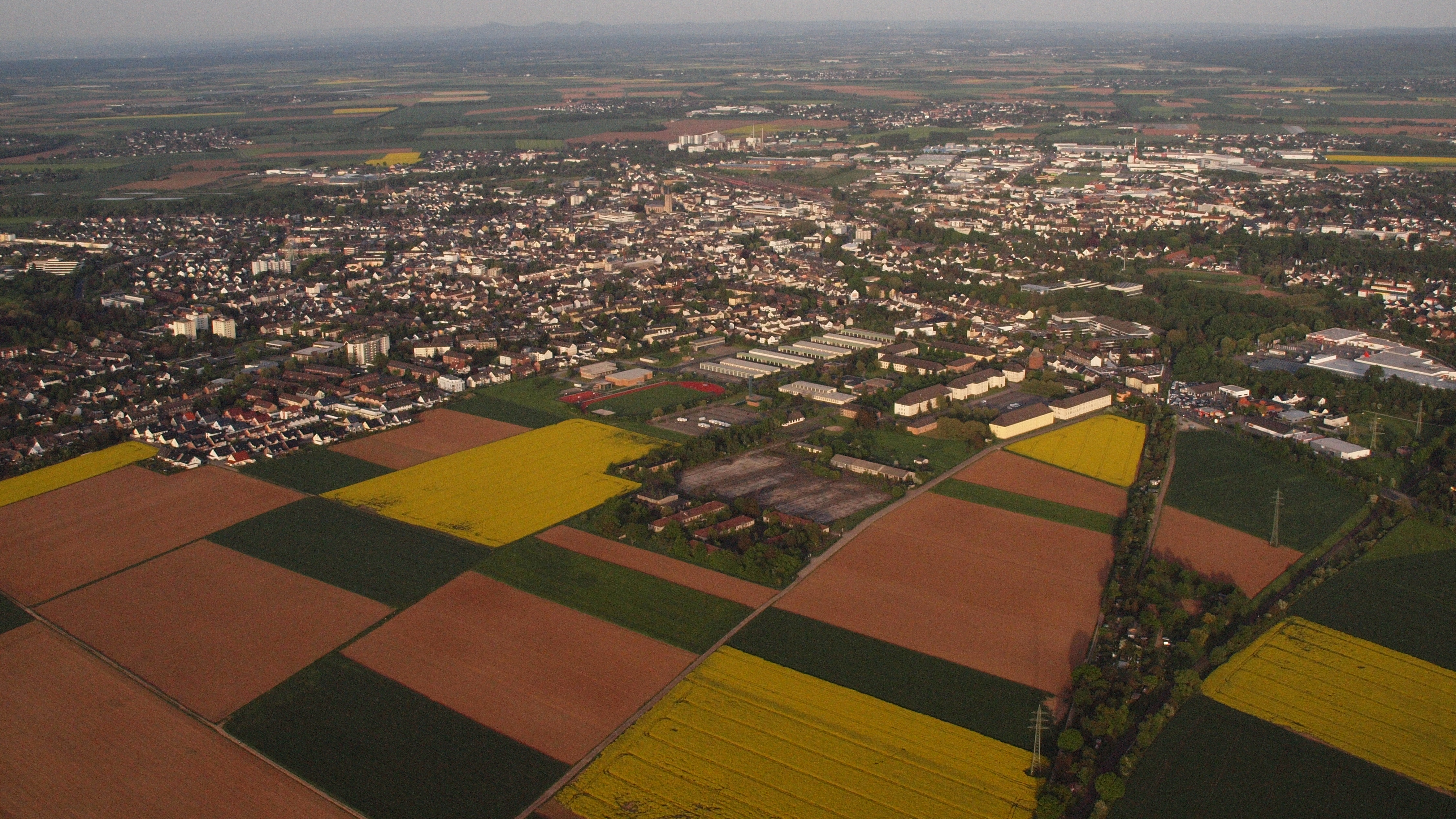
Gezicht op Euskirchen
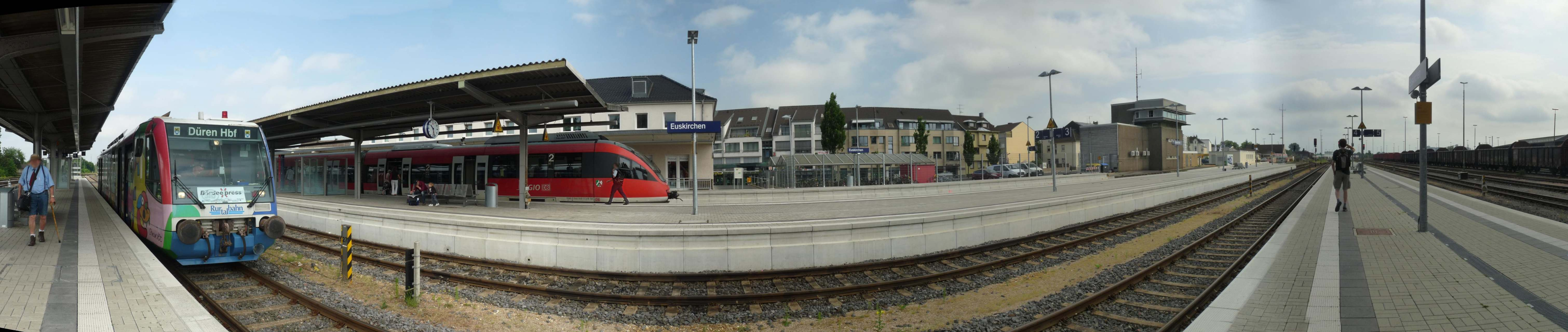
Station Euskirchen
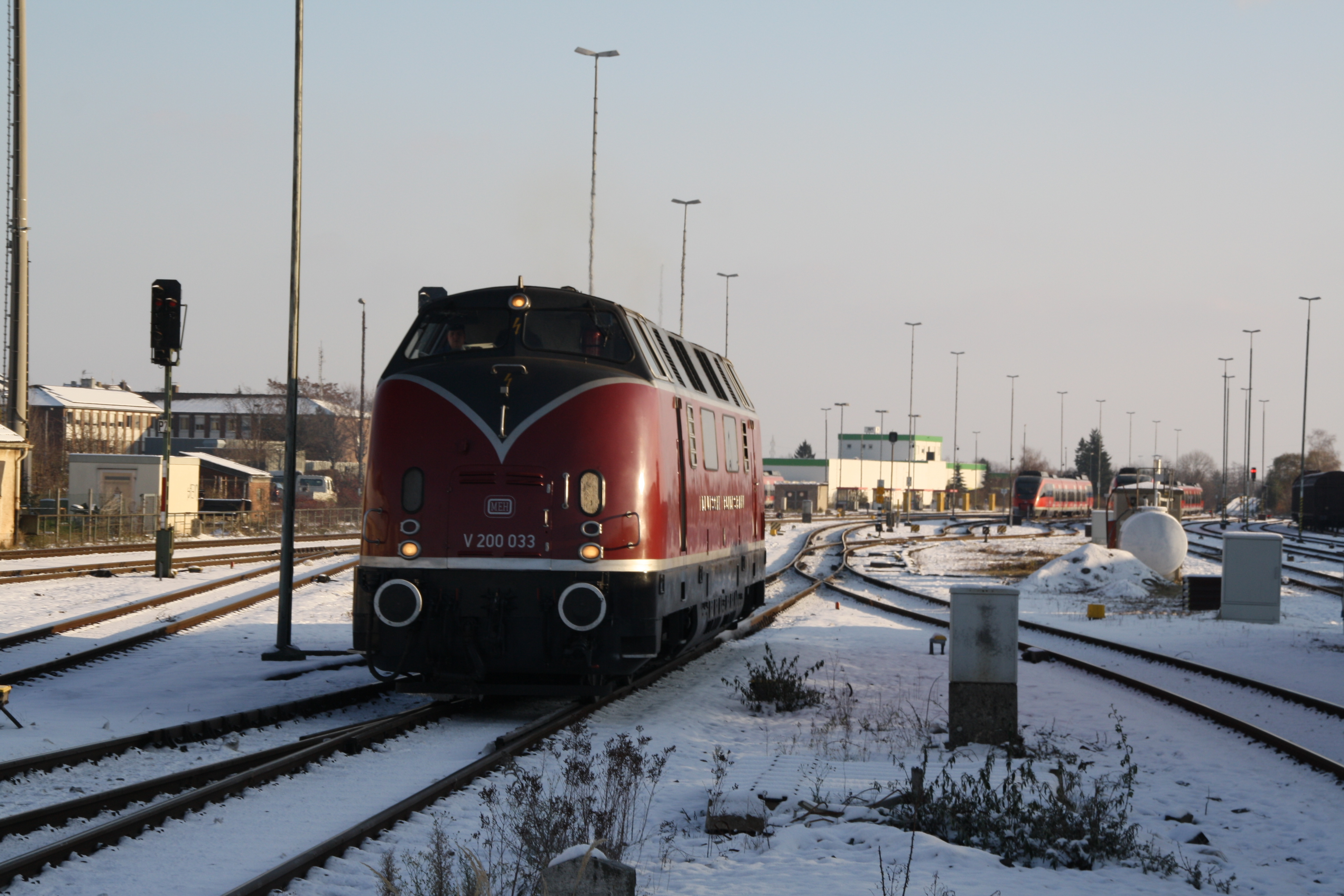
Baureihe 220 in Euskirchen, 2010
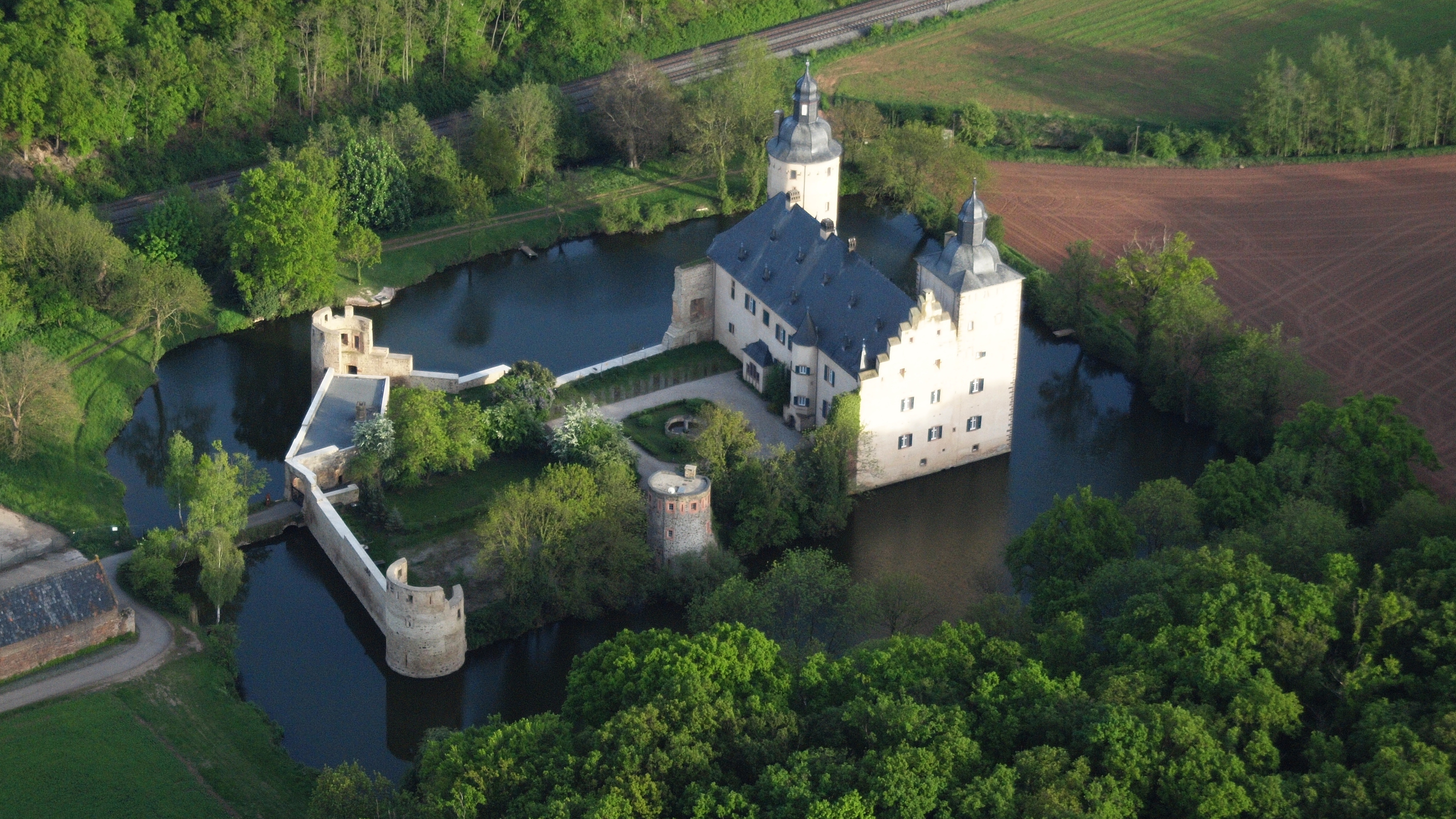
Burg Veynau

Bad Münstereifel · Blankenheim · Dahlem · Euskirchen · Hellenthal · Kall · Mechernich · Nettersheim · Schleiden · Weilerswist · Zülpich